# 拟花萤科
拟花萤科（学名：Melyridae）是鞘翅目郭公总科中种类最丰富的类群之一，分为3个亚科，超过5,000种，在世界范围内分布广泛。